# Vincent Violette
Vincent Violette, est un acteur, directeur artistique et adaptateur français, né le 20 janvier 1948 à Paris.
Spécialisé dans le doublage, Il est également la voix française régulière de John Turturro et une voix récurrente d'Andy García et Gary Oldman. Il prête régulièrement sa voix au personnage l'Épouvantail dans plusieurs œuvres de l'univers DC Comics dont notamment dans les jeux vidéo Batman: Arkham. Il a également doublé Minus dans Minus et Cortex.

## Biographie
Vincent Violette est le fils de l'acteur Jean Violette. Il a parfois été la voix française de Mickey Mouse.
Il est notamment connu pour avoir été la voix du Professeur Quirell dans le 1er opus de Harry Potter en 2001. Il est la voix française régulière de John Turturro ainsi que l'une des voix françaises régulière de Gary Oldman et de Bill Pullman.
Il était également un comédien régulier de la version française de la série animée Batman en 1992. Il a, entre autres, été la voix du Chapelier Fou, de l'Homme Mystère et de l’Épouvantail. Il reprend ce dernier dans les jeux vidéo Batman: Arkham (2009-2015). C'est d'ailleurs lui qui doublera Jim Carrey lorsque celui-ci endossera le rôle de l'Homme Mystère dans le film Batman Forever en 1995.

## Théâtre
- 1973 : Le Système du père Noé d'Édouard Berreur, Jean-Louis Sarthou et Dany Tayarda, mise en scène des auteurs, théâtre des Quartiers d'Ivry
- 1974 : L'Aiglon d'Edmond Rostand, mise en scène Pierre Bonnet et Catherine Salmona, Festival des jeux du théâtre de Sarlat
- 1974 : La Fable de Libre-Gueule de Jean-Louis Sarthou, mise en scène de l'auteur, théâtre des Quartiers d'Ivry
- 1976 : Grandeur et échec du royaume d'Artus de Jean-Louis Sarthou, mise en scène de l'auteur, théâtre des Quartiers d'Ivry
- 1977 : La Mère de Maxime Gorki, mise en scène de Jean-Louis Sarthou, Collège Molière
- 1978 : Les Mystères de Marseille d'après Émile Zola, mise en scène de Jean-Louis Sarthou
- 1981 : Morte à Yonville d'après Gustave Flaubert, mise en scène de Jean-Louis Sarthou, Fondation Deutsch de la Meurthe
- 1988 : Adieu Monsieur Tchekhov de Céline Monsarrat, mise en scène de Céline Monsarrat et Michel Papineschi, Festival Off d'Avignon et tournée
- 2006 : Ma Jeanne de Joseph Delteil, mise en scène de Jean-Claude Sachot, Théâtre du Nord-Ouest
- 2007 : Roméo et Juliette de William Shakespeare, mise en scène de Denis Llorca, Théâtre du Nord-Ouest
- 2008 : Comme il vous plaira de William Shakespeare, mise en scène de Jean-Claude Sachot, Théâtre du Nord-Ouest
- 2010 : Le Voyage de M. Perrichon d'Eugène Labiche, mise en scène de Jean-Claude Sachot, Théâtre du Nord-Ouest
- 2014 : En attendant Godot de Samuel Beckett, mise en scène de Jean-Claude Sachot, Théâtre du Nord-Ouest
- 2015 : Le Misanthrope (vs politique) d'après Molière, mise en scène de Claire Guyot, Vingtième Théâtre
- 2022 : La Panne de Friedrich Dürrenmatt, mise en scène de Laure Sagols, Théâtre Essaïon

## Filmographie
- 1998 : Watani, un monde sans mal de Med Hondo

## Doublage

### Cinéma
Les dates en italique correspondent aux sorties initiales des films dont Vincent Violette a assuré le redoublage ou le doublage tardif.

#### Films
- John Turturro dans (21 films) :
  - Five Corners (1987) : Heinz
  - Miller's Crossing (1990) : Bernie Bernbaum
  - Men of Respect (1990) : Mike Battaglia
  - Barton Fink (1991) : Barton Fink
  - Brain Donors (1992) : Roland T. Flakfizer
  - Mac (1992) : Niccolo « Mac » Vitelli
  - État second (1993) : Dr Bill Perlman
  - Les Mille et une vies d'Hector (1994) : Lucinnius
  - Search and Destroy : En plein cauchemar (1995) : Ron
  - Girl 6 (1996) : Murray
  - Grace of My Heart (1996) : Joel Millner
  - La Trêve (1997) : Primo Levi
  - Company Man (2000) : Crocker Johnson
  - Transformers (2007) : Agent Seymour Simmons
  - Margot va au mariage (2007) : Jim
  - Transformers 2 : La Revanche (2009) : Seymour Simmons
  - Transformers 3 : La Face cachée de la Lune (2011) : Seymour Simmons
  - Apprenti Gigolo (2013) : Fioravante
  - God's Pocket (2014) : Arthur « Bird » Capezio
  - Transformers: The Last Knight (2017) : Seymour Simmons
  - The Batman (2022) : Carmine Falcone
- Gary Oldman dans (7 films) :
  - JFK (1991) : Lee Harvey Oswald
  - Un bébé sur les bras (2001) : Buford Dill
  - Batman Begins (2005) : le commissaire James Gordon
  - The Dark Knight (2008) : le commissaire James Gordon
  - The Dark Knight Rises (2012) : le commissaire James Gordon
  - La Planète des singes : L'Affrontement (2014) : Dreyfus
  - Oppenheimer (2023) : Harry S. Truman
- Andy Garcia dans (5 films) :
  - Un été pourri (1985) : Ray Martinez
  - Huit millions de façons de mourir (1986) : Angel Moldonado
  - Les Seigneurs de Harlem (1997) : Lucky Luciano
  - Sous le silence (2002) : Michael Hunter
  - Rob the Mob (2014) : Al
- Bill Pullman dans (5 films) :
  - L'amour dans de beaux draps (1990) : Nicholas Meany
  - Singles (1992) : Dr Jeffrey Jamison
  - Nuits blanches à Seattle (1993) : Walter Jackson
  - History is Made at Night (1999) : Harry Howe/Ernie Halliday
  - Independence Day: Resurgence (2016) : Thomas J. Whitmore
- Jackie Earle Haley dans (4 films) :
  - La Chute de Londres (2016) : DC Mason
  - Hypnotic (2023) : Jeremiah
  - Une retraite d'enfer (2023) : Donnie
  - The Union (2024) : le contremaître
- Walter Koenig dans :
  - Star Trek 2 : La Colère de Khan (1982) : Pavel Chekov
  - Star Trek 5 : L'Ultime Frontière (1989) : Pavel Chekov
  - Star Trek 6 : Terre inconnue (1991) : Pavel Chekov
- Jackie Chan dans :
  - Police Story (1985) : Chan Ka Kui (1er doublage)
  - Police Story 3: Supercop (1992) : Chan Ka Kui
  - Crime Story (1993) : Eddie Chan
- Bruce Campbell dans :
  - Au service de Sara (2002) : Gordon Moore
  - The Woods (2006) : Joe Fasulo
  - Doctor Strange in the Multiverse of Madness (2022) : Pizza Poppa
- Jed Brophy dans :
  - Le Hobbit : Un voyage inattendu (2012) : Nori
  - Le Hobbit : La Désolation de Smaug (2013) : Nori
  - Le Hobbit : La Bataille des Cinq Armées (2014) : Nori
- Lance Kinsey dans :
  - Police Academy 3 : Instructeurs de choc (1986) : Proctor
  - Police Academy 4 : Aux armes citoyens (1987) : Proctor
- Kiefer Sutherland dans :
  - Stand by Me (1986) : Ace Merrill
  - Des hommes d'honneur (1992) : le lieutenant Jonathan James « John » Kendrick
- Rupert Everett dans :
  - Duo pour une soliste (1986) : Constantin Kassanis
  - Le Mariage de mon meilleur ami (1997) : George Downes
- Charles Martin Smith dans :
  - Les Incorruptibles (1987) : Oscar Wallace
  - L'Incroyable Histoire de Winter le dauphin 2 (2014) : George Hughes
- Robert Downey Jr dans :
  - Drôles de fantômes (1993) : Thomas Reilly
  - Tueurs nés (1994) : Wayne Gale
- Bradley Whitford dans : 
  - Un monde parfait (1993) : Bobby Lee
  - Le Client (1994) : Thomas Fink
- Danny Mann dans :
  - Babe, le cochon devenu berger (1995) : Ferdinand, le canard (voix)
  - Babe 2, le cochon dans la ville (1998) : Ferdinand, le canard (voix)
- Will Ferrell dans :
  - Zoolander (2001) : Jacobim Mugatu / Jacob Moogberg / Little Cletus
  - Zoolander 2 (2016) : Jacobim Mugatu
- Ben Kingsley dans :
  - La Guerre de l'ombre (2008) : Fergus
  - Lovers (2008) : David Kepesh
- Eddie Marsan dans :
  - Seul contre tous (2015) : Dr Steven DeKosky (en)
  - Golem, le tueur de Londres (2016) : Oncle
- 1971[n 1] : Charlie et la Chocolaterie : Sam Beauregarde (Leonard Stone) (2e doublage)
- 1974[n 2] : Massacre à la tronçonneuse : Kirk (William Vail) (1er doublage)
- 1974[n 3] : Dark Star : Pinback / Bill Frugge (Dan O'Bannon)
- 1976 : Pour pâques ou à la trinita : le guichetier à l'aéroport[Qui ?]
- 1976 : La Vengeance aux tripes : Lenny (John Karlen)
- 1977 : Les Chiens fous : Robbie Pulaski (Lance Hool)
- 1977[n 4] : La Fièvre du samedi soir : Pete (Bert Michaels)
- 1978 : Graffiti Party : Jim « Waxer » King (Darrell Fetty)
- 1979 : Qui a tué le président ? : Joe Kullers (Kyle Morris)
- 1979 : L'Exterminateur : Katella (Kirk McOll)
- 1980 : La Fureur du juste : Duffy (Redmond Gleeson)
- 1980 : La Secte des cannibales : voix secondaires
- 1981 : Le Prince de New York : Burano (Lance Henriksen)
- 1981 : La Vie en mauve : Freddie Dupler (Dennis Quaid) et Hutchinson (James Ingersoll)
- 1981 : Incubus : Charlie Prescott (Brian Young)
- 1981 : Cannibal Ferox :  Mike Logan (Giovanni Lombardo Radice)
- 1982 : Tron : un soldat dans un tank[Qui ?]
- 1982 : Rambo : l'opérateur radio (Craig Huston)
- 1982 : À la limite du cauchemar : Phil Brody (Caskey Swaim)
- 1982 : Y a-t-il enfin un pilote dans l'avion ? : le greffier (Stephen Stucker)
- 1983 : Tonnerre de feu : officier Richard Lymangood (Daniel Stern)
- 1983 : Rusty James : Biff Wilcox (Glenn Withrow)
- 1983 : La Ballade de Narayama : Yakimatsu (Ben Hiura)
- 1984 : La Faute à Rio : Peter (Michael Menaugh)
- 1984 : Le Bounty : William Purcell (Pete Lee-Wilson)
- 1984 : Les Rues de feu : Greer (Lee Ving)
- 1984 : La Belle et l'Ordinateur : Miles Harding (Lenny von Dohlen)
- 1985 : St. Elmo's Fire : Howie Krantz (Jon Cutler)
- 1985 : Allan Quatermain et les Mines du roi Salomon : le sergent Dorfmann (Mick Lesley)
- 1985 : Chorus Line : Bobby Mills III (Matt West)
- 1986 : Highlander : Bassett (Ian Reddington (en))
- 1986 : Delta Force : Pitt Peterson (William Wallace)
- 1987 : La Veuve noire : Michael (D.W. Moffett)
- 1987 : La Folle Histoire de l'espace : Dr Schlotkin (Sandy Helberg)
- 1987 : Hamburger Hill : soldat Martin Bienstock (Tommy Swerdlow)
- 1988 : La Dernière Cible : l'inspecteur Al Quan (Evan C. Kim)
- 1988 : Miracle sur la 8e rue : Carlos (Michael Carmine)
- 1989 : Les Banlieusards : l'oncle Reuben Klopek (Brother Theodore)
- 1989 : SOS Fantômes 2 : Pr Janos Poha (Peter MacNicol)
- 1989 : Abyss : Ensign Monk (Adam Nelson)
- 1989 : La Rivière de la mort : Pare (Rufus Swart)
- 1990 : Darkman : Yakitito (Nelson Mashita)
- 1990 : Une balle dans la tête : Y.S. Leong (Chung Lam)
- 1990 : Chasseur blanc, cœur noir : Pete Verrill (Jeff Fahey)
- 1991 : The Doors : le producteur d'Ed Sullivan (Sam Whipple)
- 1992 : La mort vous va si bien : Dakota (Adam Storke)
- 1992 : À toute épreuve : Johnny Wong (Anthony Wong)
- 1992 : L'Arme fatale 3 : le metteur en scène en colère (Stephen T. Kay)
- 1993 : Dans la ligne de mire : Al D'Andrea (Dylan McDermott)
- 1993 : Crime Story : l'inspecteur Eddie Chan (Jackie Chan)
- 1993 : True Romance : Elliot Blitzer (Bronson Pinchot)
- 1993 : L'Affaire Karen McCoy : Mr. Kroll (Andy Stahl)
- 1993 : Demolition Man : Warden Smithers, jeune (Mark Colson)
- 1993 : Boxing Helena : Dr Nick Cavanaugh (Julian Sands)
- 1993 : Jurassic Park : Lewis Dodgson (Cameron Thor)
- 1993 : Les Survivants : Antonio « Tintin » Vizintin (John Haymes Newton)
- 1993 : La Liste de Schindler : Josef Mengele (Daniel Del Ponte)
- 1995 : Bad Boys : l'employé du magasin (Shaun Toub)
- 1995 : USS Alabama : le lieutenant Roy Zimmer (Matt Craven)
- 1995 : Batman Forever : Edward Nygma / L'Homme-mystère (Jim Carrey)
- 1995 : Seven : l'homme terrorisé du club (Leland Orser)
- 1995 : Get Shorty : Bobby (Harry Victor)
- 1995 : Jade : David Corelli (David Caruso)
- 1996 : Hamlet : Laërte (Michael Maloney)
- 1996 : Sleepers : Fred Carlson (John Slattery)
- 1997 : La Piste du tueur : Jack McGinnis (William Fichtner)
- 1998 : Vampires : le père Adam Guiteau (Tim Guinee)
- 1998 : Las Vegas Parano : Sven, le réceptionniste (Christopher Meloni)
- 2000 : American Psycho : Luis Carruthers (Matt Ross)
- 2000 : Amours chiennes : Daniel (Álvaro Guerrero)
- 2000 : The Million Dollar Hotel : Geronimo (Jimmy Smits)
- 2001 : Harry Potter à l'école des sorciers : le professeur Quirrell (Ian Hart)
- 2002 : La Reine des damnés : David Talbot (Paul McGann)
- 2002 : La Machine à explorer le temps : le voleur (Max Baker)
- 2005 : Burt Munro : Otto (Joe Howard[3])
- 2009 : Angel of Death : Dr Rankin (Doug Jones)
- 2010 : Urgency : Sumner Cavic (Jeffrey Combs)
- 2011 : Largo Winch 2 : Général Kyaw Min (Nirut Sirichanya)
- 2011 : The Lady : James Baker (William Hope)
- 2011 : La Locataire : le technicien (Michael Massee)
- 2011 : The Hunters : Dan Darrish (Daniel Plier)
- 2013 : Drift : Miller (Steve Bastoni)
- 2013 : Suspect : le sergent Wayne Von Clasen (Robert Forgit)
- 2014 : Dumb and Dumber De : Dr Lewis Meldman (Don Lake)
- 2014 : Juillet de sang : Ray Price (Nick Damici)
- 2014 : Christina Noble : M. O'Reilly (Peter Gowen[3])
- 2016 : The Ones Below : Jon (David Morrissey)
- 2017 : City of Tiny Lights : Cal Donnely (Danny Webb)
- 2018 : Super Troopers 2 : Thorny (Jay Chandrasekhar)
- 2018 : Évasion 2 : Le Labyrinthe d'Hadès : Léon Grassi (Gordon Michaels)
- 2018 : Détective Dee 3 : La Légende des rois célestes : Huo Geng [Qui ?]
- 2018[4] : Monster : Anthony Petrocelli (Paul Ben-Victor)
- 2019 : Noelle : Abe, le vieil elfe (Michael Gross)
- 2019 : The Aeronauts : George Biddell Airy (Tim McInnerny)
- 2020 : Sonic, le film : le chef d'État-Major de l'Air Force (Michael Hogan) et Zimmer le fermier (Terence Kelly)
- 2020 : L'Incroyable histoire de l'Île de la Rose : Peppe Marzano (Alfonso Mandia)
- 2021 : Braquage final : Gustavo (José Coronado)
- 2021 : Le Dernier Duel : le Coq (Željko Ivanek)
- 2021 : L'Étau de Munich : Sir Alexander Cadogan (Nicholas Farrell)
- 2022 : Rumspringa : le père de Jacob (Enno Kalisch)
- 2022 : Master Gardener : Oscar Neruda (Esai Morales)
- 2022 : I came by : le directeur de l'école
- 2023 : L'Étrangleur de Boston : John Bottomly (Steve Routman)
- 2023 : Opération: Soulcatcher : le professeur Witold Mazur (Jacek Poniedziałek)
- 2023 : Freestyle : Tuman (Pawel Mykietyn)
- 2024 : L'Héritage (sv) : Wladyslaw Fortuna (Jan Peszek (pl))
- 2024 : To the Moon : Chuck Meadows (Peter Jacobson)
- 2024 : The Great Lillian Hall (en) : ? (?)

#### Films d'animation
- 1962[n 5] : Chat, c'est Paris : Robespierre
- 1978[n 6] : Edgar de la Cambriole : Le Secret de Mamo : Gordon (1er doublage)
- 1985[n 7] : L'Épée de Kamui : Hanzō (2e doublage)
- 1986 : Les Minipouss et la Statue de la Liberté[5] : William, le père des Minipouss
- 1989 : Charlie, mon héros : le chien commentateur
- 1991[n 8] : Ranma ½ : La Grande Bataille de Chine : Kevin
- 1992 : Les Vacances des Tiny Toons : Fowlmouth, Banjo l'opossum, David Letterman
- 1995 : Balto : Star
- 1997[n 9] : Perfect Blue : Tejima
- 1997[n 10] : The Wave of Rage[6] : un haut gradé de la marine
- 1999 : Animaniacs, le film : Wakko et l'Étoile magique : Minus
- 2006 : Paprika : Shima Tora-taroh
- 2007 : Barbie, princesse de l'Île merveilleuse : Lorenzo
- 2008 : Le Secret de la Petite Sirène : les espadons
- 2009 : Professeur Layton et la Diva éternelle : Oswald Whistler, Dr Andrew Schrader et le narrateur
- 2011 : Bouddha : Le Grand Départ : le vieux professeur, le ministre Gottani et des rôles tiers
- 2011[n 11] : Sengoku Basara : The Last Party[7] : Shingen Takeda
- 2013 : Le Père Frimas : ? (court-métrage)
- 2013 : Ma maman est en Amérique, elle a rencontré Buffalo Bill : M. Karmazoff
- 2019 : Batman vs. Teenage Mutant Ninja Turtles : l'Épouvantail
- 2019 : Lego DC Batman: Family Matters : l'Épouvantail
- 2019 : Batman: Hush : l'Épouvantail
- 2021 : Monster Hunter: Legends of the Guild : voix additionnelles
- 2021 : Green Snake : le vieil homme qui joue de la flûte et le démon dans l'eau
- 2021 : My Hero Academia: World Heroes' Mission : Flect Turn
- 2023 : L'Étrange Noël du Petit Batman : ?

### Télévision

#### Téléfilms
- Brian Markinson dans :
  - Cyclone, catégorie 6 : Le Choc des tempêtes (2004) : Chris Haywood
  - Célibataire et fabuleuse ! (2022) : Marc Quinn
- Rainer Bock dans :
  - Sans raison aucune (2012) : Jürgen Reich
  - L'Enfant de Buchenwald (2015) : Alois Schwahl
- Thomas Calabro dans :
  - Portées disparues (2013) : Sloan
  - Prête à tout pour une famille parfaite (2021) : James Dillon
- 1983 : Princesse Daisy : John (Jim Metzler)
- 1986 : Noël dans la montagne magique : le juge Harold Benton (John Ritter)
- 1990 : « Il » est revenu : Ritchie Tozier (Harry Anderson (en)) (2d doublage)
- 1995 : Sugartime (en) : Sam Giancana (John Turturro)
- 1999 : Johnny Tsunami (en) : le directeur Pritchard (Gregory Itzin)
- 2000 : Nuremberg : Ernst Kaltenbrunner (Christopher Heyerdahl)
- 2007 : Pandemic : Virus fatal : Edward Vincente (Michael Massee)
- 2011 : Injustice : Jeremy Forbes-Watson (Nick Dunning)[8]
- 2012 : Carta a Eva (es) : Párroco Nuncio (Mingo Ràfols i Olea (ca))
- 2012 : La Vie aux aguets : Morris Devereux (Adrian Scarborough)
- 2018 : Paterno : David Newhouse (Peter Jacobson)
- 2020 : Le Manège magique de Noël : le roi Coventry (Tom Rooney)

#### Séries télévisées
- Brian Markinson dans (11 séries) :
  - Magnitude 10,5 (2004) : Daniel (mini-série)
  - Les Forces du mal (2004) : l'agent spécial Charles Bernal (12 épisodes)
  - The L Word (2007-2009) : Aaron Kornbluth (13 épisodes)
  - Continuum (2012-2015) : l'inspecteur Jack Dillon (38 épisodes)
  - Mad Men (2013) : Dr Arnold Rosen (5 épisodes)
  - Rush (2014) : Billy Bloom (épisodes 1 et 2)
  - Salvation (2017) : Randall Calhoun (5 épisodes)
  - Colony (2018) : Jonathan Crane (saison 3, épisode 7)
  - Take Two, enquêtes en duo (2018) : le juge Noah B. Chambers (3 épisodes)
  - The Magicians (2019) : Everett (6 épisodes)
  - Under the Bridge (2024) : Adrian Brooks
- Patrick Fischler dans (9 séries) :
  - Brisco County (1993) : un garde de l'armée (saison 1, épisode 12)
  - Nash Bridges (1996-2001) : Pepe (11 épisodes)
  - Sexe et Dépendances (2002) : Donald (saison 1, épisode 9)
  - Moonlight (2007) : Alan (épisode 6)
  - NCIS : Enquêtes spéciales (2008) : George Stenner (saison 5, épisode 15)
  - Mad Men (2008) : Jimmy Barrett (4 épisodes)
  - Grandfathered (2015) : Frederick (épisode 4)
  - Défendre Jacob (2020) : Dan Rifkin (mini-série)
  - Barry (2023) : Lon O'Neil
- Michael Massee dans (8 séries) :
  - 24 Heures chrono (2001-2002) : Ira Gaines (12 épisodes)
  - Dragnet (2003) : Victor Hellman (saison 2, épisode 4)
  - Cold Case : Affaires classées (2007) : Kiril (saison 4, épisode 22)
  - Shark (2008) : Duncan Mercer (saison 2, épisode 12)
  - New York, section criminelle (2008) : Jordie Black (saison 7, épisode 16)
  - Flashforward (2009-2010) : Dyson Frost (8 épisodes)
  - Dr House (2012) : un prisonnier (saison 8, épisode 1)
  - New York, unité spéciale (2013) : Michael 'Papa' Williams (saison 15, épisode 2)
- Bruce Campbell dans (6 séries) :
  - Hercule (1995-1999) : Autolycus (12 épisodes)
  - Xena, la guerrière (1996-1999) : Autolycus (8 épisodes)
  - Jack, le vengeur masqué (2000) : Jack Stiles (22 épisodes)
  - Charmed (2002) : l'agent Jackman (saison 4, épisode 22)
  - Psych : Enquêteur malgré lui (2014) : Dr Ashford N. Simpson (saison 8, épisode 9)
  - Flynn Carson et les Nouveaux Aventuriers (2014) : Santa (saison 1, épisode 4)
- Seth Morris dans (6 séries) :
  - The League (2010-2014) : Bill Haddock (6 épisodes)
  - Go On (2012-2013) : Danny (19 épisodes)
  - Modern Family (2016) : James (saison 7, épisode 18)
  - The Good Place (2016-2017) : Wallace (4 épisodes)
  - Ghosted (2017) : Keith (épisode 3)
  - The Big Leap (en) (2021) : Kevin Perkins (5 épisodes)
- Lorenzo Lamas dans (5 séries) :
  - Le Rebelle (1992-1997) : Reno Raines/Vincent Black (110 épisodes)
  - Air America (1998-1999) : Rio Arnett (26 épisodes)
  - L'Invincible (2001-2002) : Raphael « Rafe » Caine (22 épisodes)
  - Amour, Gloire et Beauté (2004-2006) : Hector Ramírez (191 épisodes)
  - Jane the Virgin (2019) : lui-même (saison 5, épisode 4)
- Enrico Colantoni dans (5 séries) :
  - Voilà ! (1997-2003) : Elliot DiMauro (149 épisodes)
  - Au-delà du réel : L'aventure continue (2001) : Michael Burr (saison 7, épisode 8)
  - Stargate SG-1 (2003) : Burke (saison 7, épisode 12)
  - Monk (2004) : Joe Christie (saison 3, épisode 7)
  - Warehouse 13 (2013) : Anthony Bishop (saison 4, épisode 13)
- John Turturro dans (5 séries) :
  - The Night Of (2016) : John Stone (mini-série)
  - Le Nom de la rose (2019) : Guillaume de Baskerville (mini-série)
  - The Plot Against America (2020) : le rabbin Lionel Bengelsdorf (mini-série)
  - Severance (depuis 2022) : Irving
  - Mr. et Mrs. Smith (2024) : Eric Shane
- Thomas Calabro dans (4 séries) :
  - Melrose Place (1992-1999) : Dr Michael Mancini (219 épisodes)
  - Nip/Tuck (2005) : Dr Abrams (saison 3, épisode 7)
  - Melrose Place : Nouvelle Génération (2009-2010) : Dr Michael Mancini (9 épisodes)
  - The Last Ship (2018) : le général Don Kincaid (7 épisodes)
- Esai Morales dans (4 séries) :
  - Chicago Police Department (2017) : le chef Lugo (6 épisodes)
  - Mars (2018) : Roland St. John (4 épisodes)
  - NCIS : Los Angeles (2018-2019) : le directeur-adjoint Louis Ochoa (7 épisodes)
  - DC Titans (2019) : Slade Wilson / Deathstroke (10 épisodes)
- Julian Richings dans :
  - XIII : La Conspiration (2008) : M. Cody (mini-série)
  - Supernatural (2010-2015) : La Mort (5 épisodes)
  - Le Cabinet de curiosités de Guillermo del Toro (2022) : Dooley
- Rick Hoffman dans :
  - Suits : Avocats sur mesure (2011-2019) : Louis Litt (134 épisodes)
  - Pearson (2019) : Louis Litt (épisode 9)
  - Billions (2020-2022) : Dr Swerlow (4 épisodes)
- Jordan Lage (de) dans :
  - Elementary (2013) : Dr Phineaus Hobbs (saison 2, épisode 10)
  - Blacklist (2014) : Evan Mullen (saison 2, épisode 7)
  - Madam Secretary (2015-2019) : le général Kohl (9 épisodes)
- Wallace Langham dans :
  - Les Dessous de Veronica (1997-2000) : Josh Blair (67 épisodes)
  - Drop Dead Diva (2013) : Lester Tuttle (saison 5, épisodes 8 et 9)
  - 1923 (2023) : Kyle Murphy (saison 1, épisode 8)
- Parker Stevenson dans :
  - Nord et Sud (1985) : le lieutenant Billy Hazard #2 (mini-série)
  - Greenhouse Academy (2017-2020) : Louis Osmond (39 épisodes)
- David Gail (en) dans :
  - Beverly Hills 90210 (1993-1994) : Stuart Carson (7 épisodes)
  - Savannah (1996-1997) : Dean Collins (34 épisodes)
- Jesse Birdsall dans :
  - Bugs (1995-1999) : Nicholas Beckett (40 épisodes)
  - Femmes de footballeurs (2004-2006) : Roger Webb (24 épisodes)
- Robert LaSardo dans :
  - New York Police Blues (1999) : Freddie Ascencion (saison 6, épisode 10)
  - X-Files : Aux frontières du réel (2000) : Cissy Alvarez (saison 7, épisode 8)
- Jeffrey Combs dans :
  - Les 4400 (2005-2007) : Kevin Burkhoff (15 épisodes)
  - Esprits criminels (2014) : John Nichols (saison 9, épisode 12)[9]
- Andy Umberger dans :
  - Boston Justice (2005-2008) : l'avocat Morrison (4 épisodes)
  - La Loi selon Harry (2011) : le juge Byron (saison 1, épisode 5)
- Jamie McShane dans :
  - The Nine : 52 heures en enfer (2006-2007) : Henry Vartak (5 épisodes)
  - K-Ville (2007) : le député Carlsson (saison 1, épisode 2)
- Jeff Lewis dans :
  - The Guild (2007-2012) : Vork / Herman Holden (64 épisodes)
  - Brooklyn Nine-Nine (2014) : Lenny (saison 2, épisode 7)
- Michael O'Keefe dans :
  - Brothers and Sisters (2008-2009) : Wally Wandell (3 épisodes)
  - King and Maxwell (2013) : l'agent du FBI Frank Rigby (10 épisodes)
- Richard Cox dans :
  - Southland (2009) : David Milliard (saison 1, épisode 6)
  - NCIS : Los Angeles (2013) : Dr Roy Hale (saison 4, épisode 15)
- Gonzalo Menendez dans :
  - Breaking Bad (2011-2013) : l'inspecteur Kalanchoe (3 épisodes)
  - Grimm (2014) : Jim McCabe (saison 3, épisode 11)[9]
- Tony Sears dans :
  - Drop Dead Diva (2012-2014) : le juge Redmund (3 épisodes)
  - American Crime (2015) : Warren Copeland (saison 1, épisodes 7 et 9)
- Peter Jacobson dans :
  - The Americans (2016-2018) : l'agent Wolfe (12 épisodes)
  - WeCrashed (2022) : Bob Paltrow (mini-série)
- Jackie Earle Haley dans :
  - The Tick (2017-2018) : La Terreur (12 épisodes)
  - The First Lady (2022) : Louis McHenry Howe (mini-série)
- Don Lake dans :
  - NCIS : Enquêtes spéciales (2018-2020) : le capitaine Phillip Brooks (3 épisodes)
  - Space Force (2020-2022) : le brigadier-général Brad Gregory (16 épisodes)
- Rainer Bock dans :
  - Das Boot (2018-2020) : Heinrich Gluck (14 épisodes)
  - Freud (2020) : Pr Theodor Meynert (7 épisodes)
- 1979 : Happy Days : Mork l'alien (Robin Williams) (2e voix - saison 6, épisode 24)
- 1983 : Starsky et Hutch : Eugene Pruitt (Darrell Fetty) (saison 2, épisodes 1 et 2)
- 1983-1986 : Hôtel : Mark Danning (Shea Farrell)
- 1985 : Dynastie 2 : Les Colby : Miles Andrew Colby (Maxwell Caulfield) (1re voix)
- 1985 : Nord et Sud : le lieutenant Billy Hazard #1 (John Stockwell) (mini-série)
- 1985-1987 : Dallas : Dack Rambo (Jack Ewing)
- 1987 : À nous deux, Manhattan : Toby Amberville (Tim Daly)
- 1988 : Au cœur du temps : Dr Douglas Philips (James Darren)[10]
- 1988-1998 : Murphy Brown : Eldin Bernecky (Robert Pastorelli) (158 épisodes)
- 1990-1991 : Flash : Barry Allen / Flash (John Wesley Shipp) (22 épisodes)
- 1991-1992 : La Caverne de la rose d'or : Ivaldo (Tomás Valík) (mini-série)
- 1991-1993 : Harry et les Henderson : Brett Douglas (Noah Blake) (48 épisodes)
- 1991-1996 : Sydney Police : Yannis « Angel » Angelopoulos (Steve Bastoni) (61 épisodes)
- 1994 : Models Inc. : Jake Hanson (Grant Show) (épisode pilote)
- 1994-1999 : New York Police Blues : Steve Richards (Paul Ben-Victor) (3 épisodes), l'inspecteur Stuart Morrisey (Conor O'Farrell) (1re voix, saison 3), Henry Coffield (Willie Garson) (7 épisodes)
- 1998 : Cold Squad, brigade spéciale : l'inspecteur Larry Iredell (Eli Gabay) (11 épisodes)
- 2002 : New York, unité spéciale : l'inspecteur Milton (David Zayas) (saison 3, épisode 12)
- 2003 : Preuve à l'appui : l'inspecteur Rohrbach (Darren Pettie) (saison 2, épisodes 15 et 16)
- 2003-2004 : Star Trek: Enterprise : le caporal Chang (Daniel Dae Kim) (3 épisodes)
- 2004-2005 : Jack et Bobby : Peter Benedict (John Slattery) (21 épisodes)
- 2005-2007 : Lost : Les Disparus : Haddad (Dariush Kashani) (saison 1, épisode 21) et Sami (Shaun Toub) (saison 3, épisode 11)
- 2006 : Koppels : Mnr. Blok (Stefan de Walle) (6 épisodes)
- 2007 : Cane : la vendetta : Ramon (Julio Oscar Mechoso) (6 épisodes)
- 2007-2010 : Saving Grace : l'inspecteur Bobby Stillwater (Gregory Cruz) (44 épisodes)
- 2008 : Honest, braqueurs de père en fils : Mack Carter (Danny Webb) (6 épisodes)
- 2008 : La Petite Dorrit : Frederick Dorrit (James Fleet) (mini-série)
- 2008-2009 : Les Feux de l'amour : Lowell « River » Baldwin (Michael Gross) (36 épisodes)
- 2009-2012 : Kenny Powers : Terrence Cutler (Andrew Daly) (10 épisodes)
- 2010 : Les Enquêtes du commissaire Winter : Torsten Öberg (Stig Engström) (6 épisodes)
- 2010-2011 : Love/Hate : Pat (Peter Gowen) (5 épisodes)
- 2010-2014 : Mick Brisgau : Roland Meisner (Robert Lohr) (60 épisodes)
- 2011-2012 : Weeds : Melnick (Seth Isler) (5 épisodes)
- 2011-2014 : Justified : Dan Grant (Matt Craven) (2e voix, saisons 2 à 5)
- 2012 : Game of Thrones : Pyat Pree (Ian Hanmore) (4 épisodes)
- 2012 : Whitechapel : Dr Simon Mortlake (Alistair Petrie) (saison 3, épisodes 5 et 6)
- 2012-2014 : Real Humans : 100 % humain : Lennart Sollberg (Sten Elfström) (16 épisodes)
- 2013 : Meurtres au paradis : le guide (Pip Torrens) (saison 2, épisode 4)
- 2013 : Revolution : John Sanborn (Leland Orser) (3 épisodes)
- 2013 : Spartacus : le sénateur Metellus (Colin Moy) (5 épisodes)
- 2013 : Sons of Anarchy : le policier de Stockton (David Warshofsky) (saison 6, épisodes 2 et 3)
- 2014 : True Blood : Vince McNeil (Brett Rickaby) (4 épisodes)
- 2014-2015 : Mr Selfridge : Miles Edgerton (Raymond Coulthard) (8 épisodes)
- 2014-2020 : Mom : Alvin Biletnikoff (Kevin Pollak) (15 épisodes)
- 2015-2019 : Empire : Billy Beretti (Judd Nelson) (4 épisodes)
- 2017 : C.B. Strike : Daniel Chard (Tim McInnerny) (épisodes 4 et 5)
- 2017 : Fear the Walking Dead : Dante Esquivel (Jason Manuel Olazabal) (saison 3, épisodes 3 et 4)
- 2017 : Preacher : le sergent bourru (Robert Catrini) (saison 2, épisode 1)
- 2018 : Sneaky Pete : Robert (Michael Torpey) (3 épisodes)
- 2018 : La Foire aux vanités : Lord Bareacres (Will Barton) (mini-série)
- 2018 : 1918-1939 : Les Rêves brisés de l'entre-deux-guerres : David Baron Redsdale (Philip York) (série documentaire)
- 2018 : Unforgotten : Peter Carr (Neil Morrissey) (saison 3)
- 2018 : L'Amie prodigieuse : Alfredo Peluso (Gennaro Canonico) (saison 1, épisodes 1 et 2)
- 2019 : À la croisée des mondes : l'érudit Charles (Ian Gelder)
- 2019-2023 : Carnival Row : Runyon Millworthy (Simon McBurney)
- depuis 2019 : The Chosen : Gaius (Kirk B. R. Woller (en))
- depuis 2020 : Trying : John (Roderick Smith)
- 2021 : Dopesick : Dr Alan Spanos (Rick Espaillat) (mini-série)
- 2021-2023 : The Mosquito Coast : William Lee (Ian Hart)
- 2022 : Ozark : l'agent du FBI [Qui ?]
- 2022 : Le Livre de Boba Fett : Cad Bane (Corey Burton) (voix)
- 2022 : Suspicion : David (Rupert Procter) (saison 1, épisode 5)
- 2022 : Sur ordre de Dieu : Ammon Lafferty (Christopher Heyerdahl) (mini-série)
- 2022 : Échos : Victor McCleary (Michael O'Neill) (mini-série)
- depuis 2022 : The Gilded Age : Patrick Morris (Michel Gill)
- 2023 : Citadel : Bernard Orlick (Stanley Tucci)
- 2023 : Les Patients du docteur García (es) : Pablo de Azcárate (Eduard Farelo (es))
- 2023 : Transatlantique : ? (?) (mini-série)
- 2023 : The Lovers (en) : Tim (Simon Paisley Day (en))
- 2024 : Zorro : Dr Ros (Toni Zenet (es))
- 2024 : Mary and George : Edward Coke (Adrian Rawlins) (mini-série)
- 2024 : La Palma : Alvaro (Jorge de Juan (es)) (mini-série)
- 2024 : Tulsa King : Harlan Thibodeaux (Kenny Alfonso)
- 2025 : Medusa : Camilo Hidalgo (Luis Fernando Hoyos (es))
- 2025 : MobLand : Brendan Harrigan (Daniel Betts)

#### Séries d'animation
- 1928-1953[n 12] : Mickey Mouse : Mickey Mouse
- 1977[n 13] : Bouba le petit ourson[11] : Daklahoma (2e doublage)
- 1977-1978[n 14] : Rémi sans famille : voix additionnelles (épisode 7, 8 et 40)
- 1978-1979[n 15] : Le Plein de Super : le narrateur (1er voix)
- 1981-1982[n 5] : Sandy Jonquille : Alex Peterson
- 1982[n 16] : L'Empire des Cing : Larry (épisode 22 et 23)
- 1983[n 16] : Les Biskitts[12] : Shiner
- 1983 : Les Maîtres de l'univers : Derek (épisode 71)
- 1983 : Mister T. : Woody
- 1983-1985[n 17] : G.I. Joe : Flint, Tomax et Xamot
- 1983-1985 : Les Minipouss : William, le père des Minipouss
- 1984 : Pole Position : Marc (épisode 4)
- 1984-1985 : Le Défi des Gobots : Nick
- 1985-1986 : MASK : Ali Bombay et Nevada Rushmore
- 1985-1986[n 17] : Emi magique : Mokko et Albert (voix de remplacement)
- 1986-1987 : La Revanche des Gobots[13] : Nick
- 1988-1991[n 15] : Police Academy : le sergent Carl Proctor
- 1989 : Les Simpson : voix additionnelles (épisode 28)
- 1990 : L'Île aux Ours : Jérémie
- 1991 : Nicky Larson : Philippe (épisode 124 et 125) et M. Maillard (épisode 129)
- 1992 : Fievel : l'arnaqueur
- 1992 : Inspecteur Poisson : Tétard
- 1992 : Les Crocs malins : Frisky
- 1992-1994[n 18] : Un Garçon Formidable[14] : Marco
- 1992-1994[n 19] : La Petite Sirène : le chef Louis, Jetsam et Flotsam
- 1992-1993 : Le Roi Arthur et les Chevaliers de Justice : Lug
- 1992-1995 : Batman, la série animée : l'Épouvantail, l'Homme Mystère, le Chapelier fou (3e voix - 65e épisode) et voix additionnelles
- 1993 : Corentin[15] : Loïc et Driss
- 1993-1998 : Animaniacs : Minus, Bernardo Pinam (épisode 89) et Squit (épisode 98)
- 1994[n 20] : Iron Man : Nick Fury (redoublage intergral : épisode 14)
- 1994 : Les Contes les plus célèbres : Duc de Buckingham et le bucheron
- 1994-1995 : Profession : critique : Jeremy Hawke et Vlada Veramirovich
- 1995[n 10] : Slayers : Delgia
- 1995-1997 : Freakazoid! : Germain Auhanche
- 1995-1998 : Minus et Cortex : Minus
- 1996[n 21] : Slayers Next : Seygram et Kanzell
- 1996-1997 : Gargoyles, les anges de la nuit : Dr Anton Sevarius (saison 3)
- 1996-1998 : Le Livre de la jungle, souvenirs d'enfance : Ned
- 1997 : Les Nouvelles Aventures de Batman : l'Épouvantail (épisode Jamais peur)
- 1997 : Superman, l'Ange de Metropolis : Metallo / John Corben (voix de remplacement - épisode Les Hommes de fer)
- 1997-1999[n 10] : Le Royaume des couleurs : le roi des Ombres
- 1998 : Patrouille 03 : Molo
- 1998 : Le Surfer d'Argent : voix additionnelles (épisode 3)
- 1999[n 22] : Blue Gender : Seno Miyagi
- 1999-2000[n 23] : L'Autre Monde : Hamdo
- 1999-2001[n 24] : Hunter x Hunter : Geretta, Zenno (1er voix), Ruis et Amuzi
- 2000[n 25] : NieA 7 : Shurei Karita
- 2000 : Spy Groove[16] : M. Fish
- 2000-2001[n 26] : Saiyuki : Rikudo (2e doublage)
- 2001-2002[n 24] : Shaman King : Ryo
- 2001 : 4 à la fac : Gimpy
- 2001-2004[n 10] : Hikaru no go : Shu
- 2002-2003[n 22] : Megaman NT Warrior : Maysa
- 2002-2004 : Jackie Chan : Bartholomew Chang (épisode 53 et 69)
- 2003[n 21] : Last Exile : Recius et Charles Knowles
- 2003[n 25] : Kaleido Star : le policier Jerry, M. Hamilton, le professeur de danse et Simon (épisode 17)
- 2004[n 21] : Area 88[17] : Mickey Simon
- 2005 : La Ligue des justiciers : Chronos (épisode 64 et 65)
- 2006-2009 : Yin Yang Yo : voix additionnelles
- 2007-2009 : Transformers: Animated : Megatron, Prowl, Jetstorm, Mixmaster et le professeur Sumdac
- 2007-2009 : Sushi Pack : Murano, Apex, Noir Seigneur et Uni
- 2007-2012 : Mandarine and Cow : le père
- 2008-2009 : Spectacular Spider-Man : Quentin Beck / Mystério
- 2009[n 27] : Fullmetal Alchemist: Brotherhood : Gluttony, Shou Tucker, Roa, le général Grumman et le narrateur (1er doublage) ; voix additionnelles (2e doublage)
- 2009-2012 : Star Wars: The Clone Wars : Cad Bane
- 2011-2013 : Les Mystérieuses Cités d'Or : le sage bleu
- 2011-2014[n 28] : Hunter x Hunter : Sabu et Gashita
- 2012-2013[n 29] : JoJo's Bizarre Adventure : Will A. Zeppeli
- 2013-2014 : Tenkai Knights : Monsieur White
- 2014 : Terror in Resonance : Fujikawa et Okano
- 2014 : Super 4 : Docteur X
- 2014-2016[n 30] : One Piece : Kyros / Mr Soldat
- 2017 : Star Wars Rebels : Ben Kenobi
- depuis 2017 : The Ancient Magus Bride : Elias Ainsworth
- 2018 : Anatole Latuile : voix additionnelles
- 2019 : Les Œufs verts au jambon : Tom Est-Ce-Moi (Guy Am I en V.O)
- 2021 : Shaman King : Tao En
- 2021 : Star Wars: Visions : le commerçant (saison 1, épisode 1) et le vieil homme (saison 1, épisode 7)
- 2021-2024 : Arcane : Heimerdinger
- 2021 : L'Attaque des Titans : Calvi
- 2021-2024 : Star Wars: The Bad Batch : Cad Bane
- 2023 : Make My Day (en) : le directeur-adjoint
- 2023 : Vinland Saga : Patel (doublage Crunchyroll)
- 2023 : Onimusha (en) : Alfred
- 2023-2024 : Four Knights of the Apocalypse : Ironside
- 2024 : Wakfu : Madagaskan et le fermier (création de voix, saison 4)
- 2024 : T・P Bon (en) : Xuanzang
- 2024 : Code Geass: Rozé of the Recapture (en) : Christoph Scissorman
- 2024-2025 : Fairy Tail: 100 Years Quest : Elefseria
- 2025 : Tales of the Underworld : Cad Bane

#### Courts-métrages
- 2013 : Couples de Johann Buchholz : le vieil homme (Hartmut Becker)[18]

### Jeux vidéo
- 2005 : Batman Begins : James Gordon
- 2005 : TimeSplitters: Future Perfect : le capitaine Ash / Khallos / autres personnages
- 2007 : God of War II : Persée
- 2007 : S.T.A.L.K.E.R.: Shadow of Chernobyl : la Conscience C
- 2009 : Batman: Arkham Asylum : l'Épouvantail
- 2009 : Killzone 2 : le sergent Tomas « Sev » Sevchenko
- 2010 : Mafia 2 : Bruno Levine
- 2009 : Star Wars: The Clone Wars - Les Héros de la République : Cad Bane
- 2010 : Call of Duty: Black Ops : Viktor Reznov
- 2010 : Dante's Inferno : le prêtre
- 2011 : DC Universe Online : le commissaire Gordon
- 2011 : Killzone 3 : le sergent Tomas "Sev" Sevchenko
- 2011 : Star Wars: The Old Republic : Surveillant Tremel
- 2012 : Les Royaumes d'Amalur : Reckoning : Alder Malloi (extension La Légende de Kel le Mort)
- 2012 : The Amazing Spider-Man : le Dr Curt Connors / Le Lézard
- 2012 : Borderlands 2 : Lieutenant Davis
- 2013 : Puppeteer : le général Tigre
- 2013 : Disney Infinity : Cad Bane
- 2014 : Alien: Isolation : les androïdes Seegson
- 2014 : Assassin's Creed: Rogue : Samuel Smith, Matelot dans l'équipage du Morrigan et voix additionnelles
- 2014 : Dragon Age : Inquisition : le grand-duc Gaspard
- 2014 : The Elder Scrolls Online : l'Augure de l'Obscure (extension Summerset)
- 2015 : Batman: Arkham Knight : l'Épouvantail
- 2015 : Assassin's Creed Syndicate : Charles Darwin
- 2015 : Star Wars Battlefront : voix additionnelles
- 2015 : Hearthstone : Illidan Hurlorage (extension Les cendres de l'Outreterre, en 2020)
- 2016 : Ratchet and Clank : le robot assistant du président Drek
- 2016 : Uncharted 4: A Thief's End : le Père Ryan Duffy
- 2016 : League of Legends : Ivern
- 2017 : Injustice 2 : l'Épouvantail
- 2017 : World of Warcraft: Legion : Illidan Hurlorage (à partir du patch 7.3)
- 2017 : Horizon Zero Dawn : voix additionnelles
- 2017 : Assassin's Creed Origins : voix additionnelles
- 2018 : World of Warcraft: Battle for Azeroth : Nathanos le flétrisseur
- 2018 : Spider-Man : le Dr Michaels, Niko, un auditeur & le réceptionniste de la tour Oscorp
- 2018 : Lego DC Super-Villains : le commissaire Gordon, l'Épouvantail et Kanto
- 2018 : Spyro Reignited Trilogy : Gus
- 2018 : Assassin's Creed Odyssey : Kurush et voix additonnelles
- 2019 : Star Wars Jedi: Fallen Order : Eno Cordova
- 2019 : Team Sonic Racing : Dodon Pa
- 2020 : Mafia: Definitive Edition : Frank Coletti
- 2021 : Life Is Strange: True Colors : Jedediah « Jed » Lucan
- 2021 : The Dark Pictures Anthology: House of Ashes : Randolph
- 2021 : Les Gardiens de la Galaxie : voix additionnelles
- 2021 : New World : divers personnages
- 2022 : Dying Light 2 Stay Human : ?
- 2022 : The Quarry : le narrateur de la vidéo « Hackett's Quarry »
- 2022 : Call of Duty: Modern Warfare II : l'opérateur Ash Williams
- 2023 : Hogwarts Legacy : L'Héritage de Poudlard : ?
- 2023 : Star Wars Jedi: Survivor : Eno Cordova
- 2023 : Final Fantasy XVI : Ferda
- 2024 : Final Fantasy VII Rebirth : César
- 2024 : Dead Rising Deluxe Remaster : Sean Keanan
- 2024 : Batman: Arkham Shadow : le commissaire Gordon
- 2025 : Monster Hunter Wilds : Tasheen

### Spectacles
- 2016 : Le Dernier Panache (Puy du Fou) : voix additionnelles
- 2018 : Les Mystères de La Pérouse (Puy du Fou) : voix additionnelles

### Direction artistique
Les dates en italique correspondent aux sorties initiales des films dont Vincent Violette a assuré le redoublage ou le doublage tardif.

#### Films
- 1955[n 31] : Ciel sans étoiles
- 1998 : Sonia Horowitz, l'insoumise
- 2001 : Bad Girls
- 2001 : Un bébé sur les bras
- 2003 : Amour interdit
- 2003 : Ju-on : The Grudge 2
- 2005 : Blood Rain
- 2005 : Le Sang du diamant
- 2005 : The Big White
- 2006 : L'Expert de Hong Kong
- 2006 : Time
- 2006 : L'Enquête sacrée
- 2007 : Police Story (2d doublage)
- 2007 : Delta Farce
- 2008 : Les Trois Royaumes : La Résurrection du Dragon
- 2009 : Instinct de survie
- 2009 : The Cell 2
- 2010 : Le Secret de Peacock
- 2010 : Ceremony (en)
- 2011 : Opération Arctic Fox
- 2012 : Bait
- 2012 : Dredd
- 2012 : The Samaritan
- 2012 : Kill the Gringo
- 2012 : Freeway et nous
- 2014 : The Calling (en)
- 2016 : Golem, le tueur de Londres
- 2016 : Mort à Sarajevo
- 2018 : Évasion 2 : Le Labyrinthe d'Hadès
- 2018 : Titan
- 2018 : Le Fléau de Breslau
- 2019 : Évasion 3 : The Extractors
- 2019 : La Morsure du crotale
- 2019 : Le Gang Kelly
- 2019 : The Aeronauts
- 2019 : Horrible Histories: The Movie – Rotten Romans (en)
- 2020 : Anti-Life (avec Alexis Flamant)
- 2020 : Sous le soleil de Riccione
- 2020 : Dreamkatcher
- 2022 : I Came By
- 2022 : Les Nageuses (avec Alan Aubert-Carlin)
- 2023 : Sissi et moi

#### Films d'animation
- 2021 : Monster Hunter: Legends of the Guild (en)
- 2021 : Green Snake (en)
- 2024 : Mononoke, le film : Un fantôme sous la pluie (en)
- 2025 : Mononoke, le film : Chapitre II - Les Cendres de la rage (en)

#### Séries télévisées
- 1984-1987 : Mike Hammer
- 1990-1991 : Flash
- 1990-1995 : Château de cartes
- 1992-1997 : Le Rebelle (avec Jean Droze)
- 1992-1999 : Melrose Place
- 1993-1994 : Brisco County
- 1993-2001 : Walker, Texas Ranger
- 1994-1995 : Models Inc.
- 1994-1995 : The Cosby Mysteries (en)
- 1995 : The Final Cut
- 1996-2001 : Nash Bridges
- 1997 : Vingt Mille Lieues sous les mers (mini-série)
- 1997-2000 : Les Dessous de Veronica
- 1997-2003 : Voilà !
- 1998 : Sylvia
- 1998-2005 : Cold Squad, brigade spéciale
- 1999 : La Tempête du siècle (mini-série)
- 1999-2000 : La Famille Green
- 1999-2005 : Amy
- 2000-2001 : Tucker
- 2001-2002 : The Education of Max Bickford (en)
- 2001-2005 : Star Trek: Enterprise
- 2003-2004 : Karen Sisco
- 2007 : Cane
- 2013 : Sacrifice (mini-série)
- 2014 : Meurtre au pied du volcan
- 2015-2018 : Squadra criminale
- 2017 : Feud
- 2017 : Braquage à la suédoise
- 2018 : The Mire (pl)
- 2019 : Petit Meurtre entre frères
- 2019-2023 : Servant
- 2020 : No Man's Land (mini-série)
- 2022 : Red Rose (en)
- 2022 : The English
- 2022 : Après le verdict : Les jurés mènent l'enquête (en)
- 2022-2023 : NCIS : Los Angeles (saison 14, avec Franck Louis)
- 2022[n 32]-2025 : Gannibal (avec Philippe Blanc en saison 2)
- 2023 : Chère Petite (de) (mini-série)
- 2023 : Stonehouse : député, amant et espion (mini-série)
- 2025 : Smoke (mini-série)
- 2025 : Une nature sauvage

#### Téléfilms
- 1999 : Une famille déchirée[3]
- 2002 : Hunter : Return to Justice
- 2002 : Pulsations mortelles
- 2003 : Rick Hunter : Retour en force
- 2009 : Les Immortels de la nuit
- 2010 : Trois femmes pour un destin[3]
- 2010 : Le Secret d'Eva
- 2010 : Dernier week-end entre amies
- 2011 : Maman par intérim
- 2012 : L'Intouchable Drew Peterson
- 2013 : Une nouvelle vie pour Noël
- 2013 : Un pacte mortel
- 2014 : L'Auberge des amoureux
- 2014 : Docteurs sans frontières
- 2014 : D'amour et de feu
- 2014 : L'Amour au fil des pages
- 2016 : Couples à tous les étages
- 2016 : Hedda
- 2017 : Un bourrin au grand cœur

#### Séries d'animation
- 2007-2009 : Transformers: Animated

## Adaptation
Films
- 2000 : Ju-on 2
- 2004 : The Football Factory
- 2005 : Blood Rain
- 2005 : The Big White
- 2006 : Calibre 45
- 2006 : L'Expert de Hong Kong
- 2006 : Time
- 2007 : Les Condamnés
- 2007 : Mr. Woodcock
- 2008 : Chapitre 27
- 2009 : Le Fiancé idéal
- 2009 : Les Intrus
- 2009 : Traqués
- 2010 : Passion Play
- 2011 : Identité secrète
- 2012 : Arbitrage
- 2013 : Infiltré
- 2013 : Parkland
- 2014 : Broadway Therapy
- 2016 : Nerve
- 2017 : The Foreigner
- 2018 : Évasion 2 : Le Labyrinthe d'Hadès
- 2019 : Évasion 3 : The Extractors
- 2019 : John Wick Parabellum
- 2019 : Sœurs d'armes

Téléfilms
- 2017 : Aftermath

Séries télévisées
- 1999-2005 : Amy
- 2002-2005 : Un, dos, tres

## Narrateur
Vincent Violette est également narrateur de livres audio.
- Trilogie Le Siècle, Ken Follet
  - La chute des géants, Ken Follett[20]
  - L'hiver du monde, Ken Follett[21]
  - Aux portes de l’éternité, Ken Follett[22]
- Crime et châtiment, Fiodor Dostoïevski[23]
- Les frères Karamazov, Fiodor Dostoïevski [24]
- David Copperfield, Charles Dickens[25]

## Formateur
Vincent Violette est également formateur de comédiens pour le doublage, le commentaire et la voice-over pour Le Magasin - centre de création.